# Kobieta w lustrze (dramat)
Kobieta w lustrze – sztuka teatralna autorstwa Piotra Domalewskiego, wystawiona po raz pierwszy w 2015 jako spektakl telewizyjny w ramach projektu Teatroteka, realizowanego przez Wytwórnię Filmów Dokumentalnych i Fabularnych. Tekst otrzymał wyróżnienie w konkursie na dramat współczesny „Metafory rzeczywistości” (2015).

## Opis fabuły
Sztuka przedstawia spotkanie dwóch kobiet – Zofii i Anny. Zofia jest pięćdziesięcioletnią psycholożką, która następnego dnia ma stanąć przed sądem, oskarżona o nadużycie swojej pozycji jako terapeutki, uwiedzenie szesnastoletniego pacjenta oraz doprowadzenie go do obcowania płciowego. Sprawa ta zdążyła już trafić do interwencyjnych programów telewizyjnych i tabloidów. Jeszcze przed procesem Zofia została osądzona i skazana przez opinię publiczną. Z kolei Anna jest młodą prawniczką, która zostaje obrończynią Zofii głównie dlatego, że chce skorzystać zawodowo na rozgłosie, który przyniesie jej występowanie w tak medialnej sprawie. Proponuje swojej klientce linię obrony opartą na przyznaniu się do winy przy jednoczesnym wskazaniu na tymczasowo ograniczoną poczytalność, wynikającą ze szczególnie trudnych przeżyć życiowych. Zofia kategorycznie nie zgadza się na takie rozwiązanie. Nie czuje się niczemu winna i postanawia zmusić swoją panią mecenas, aby zrozumiała jej punkt widzenia. W tym celu każe jej odgrywać, w rozmowach ze sobą, role różnych postaci – dziennikarki tabloidu, matki rzekomo pokrzywdzonego chłopaka, a w końcu rolę samej Zofii.

## Inscenizacje
W prapremierowej inscenizacji telewizyjnej w rolach głównych wystąpiły Dorota Segda (Zofia) i Patrycja Soliman (Anna), zaś reżyserem był Waldemar Raźniak.